# Deudorix coriolanus
Deudorix coriolanus är en fjärilsart som beskrevs av Hans Fruhstorfer 1912. Deudorix coriolanus ingår i släktet Deudorix och familjen juvelvingar. Inga underarter finns listade i Catalogue of Life.